# Driehuizen (Alkmaar)
Driehuizen is een dorp in de gemeente Alkmaar, in de Nederlandse provincie Noord-Holland. Het dorp ligt precies op de grens van de Polder L en Eilandspolder op het Schermereiland.

## Geschiedenis
Tot 1970 viel het onder de gemeente Zuid- en Noord-Schermer waarna het opging in de gemeente Schermer. Tot en met 31 december 2014 was Driehuizen onderdeel van de gemeente Schermer. Op 1 januari 2015 ging het dorp samen met de gemeente op in de gemeente Alkmaar.